# Kidma mizracha
Kidma mizracha (hebrejsky: קדמה מזרחה, doslova Vpřed na východ) bylo židovské hnutí v mandátní Palestině zaměřené na židovsko-arabskou spolupráci.
Bylo založeno okolo roku 1936 poté, co vypuklo arabské povstání v Palestině. Jeho cílem bylo přispět ke sblížení Židů a Arabů. Postupně se hnutí posunulo na pozice binacionalismu, tedy vize trvalé existence arabsko-židovského, etnicky smíšeného státu. V roce 1938, brzy před zánikem hnutí, se jeho hlavní postavou stal významný sionistický aktivista Chajim Kalwarijski-Margalijot. Hnutí navazovalo na podobnou intelektuální skupinu Brit šalom. Později ve 40. letech 20. století se k myšlenkám binacionalismu hlásilo hnutí Ichud.